# Boughton Monchelsea

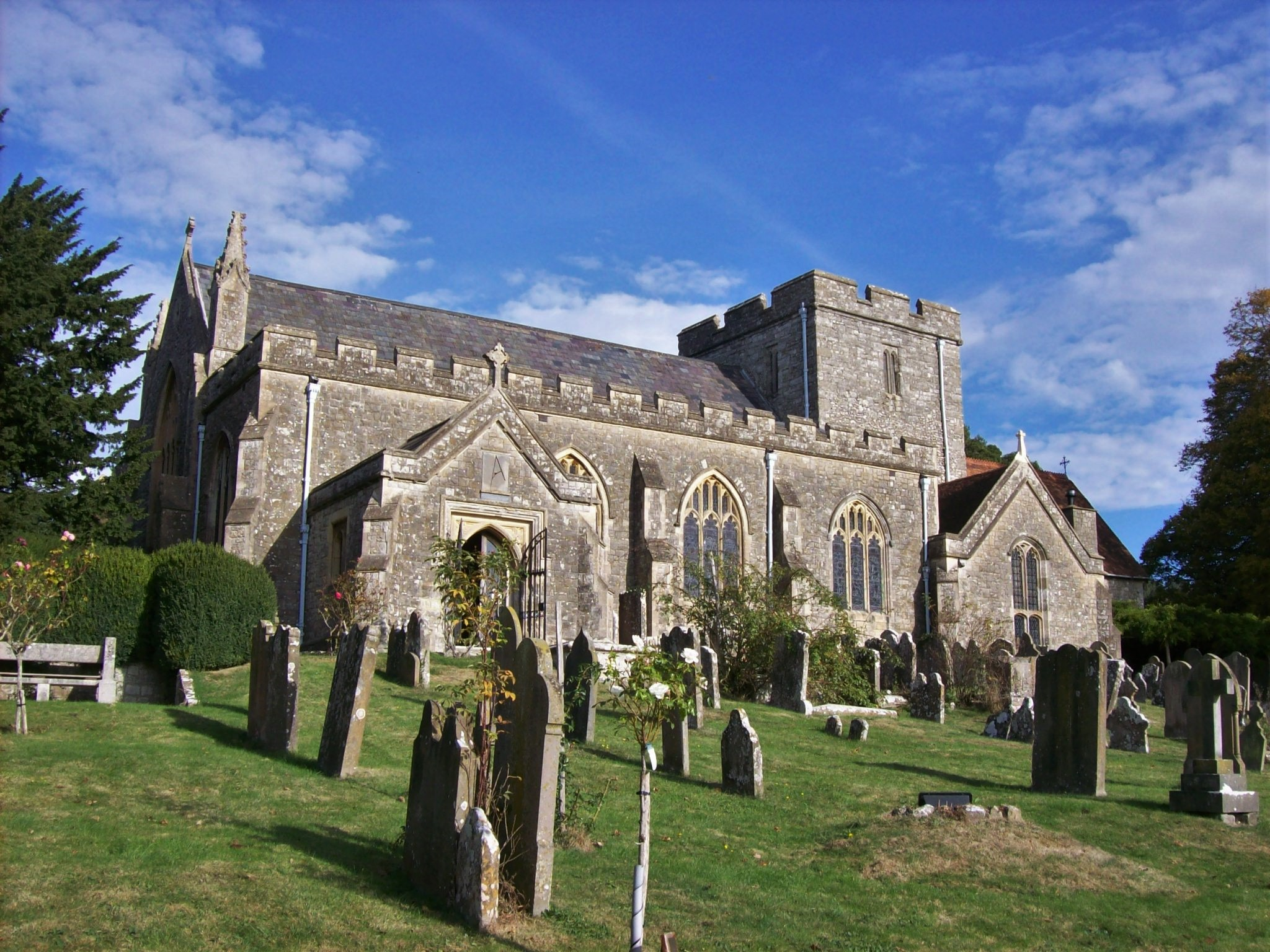
Boughton Monchelsea: la chiesa di san Pietro

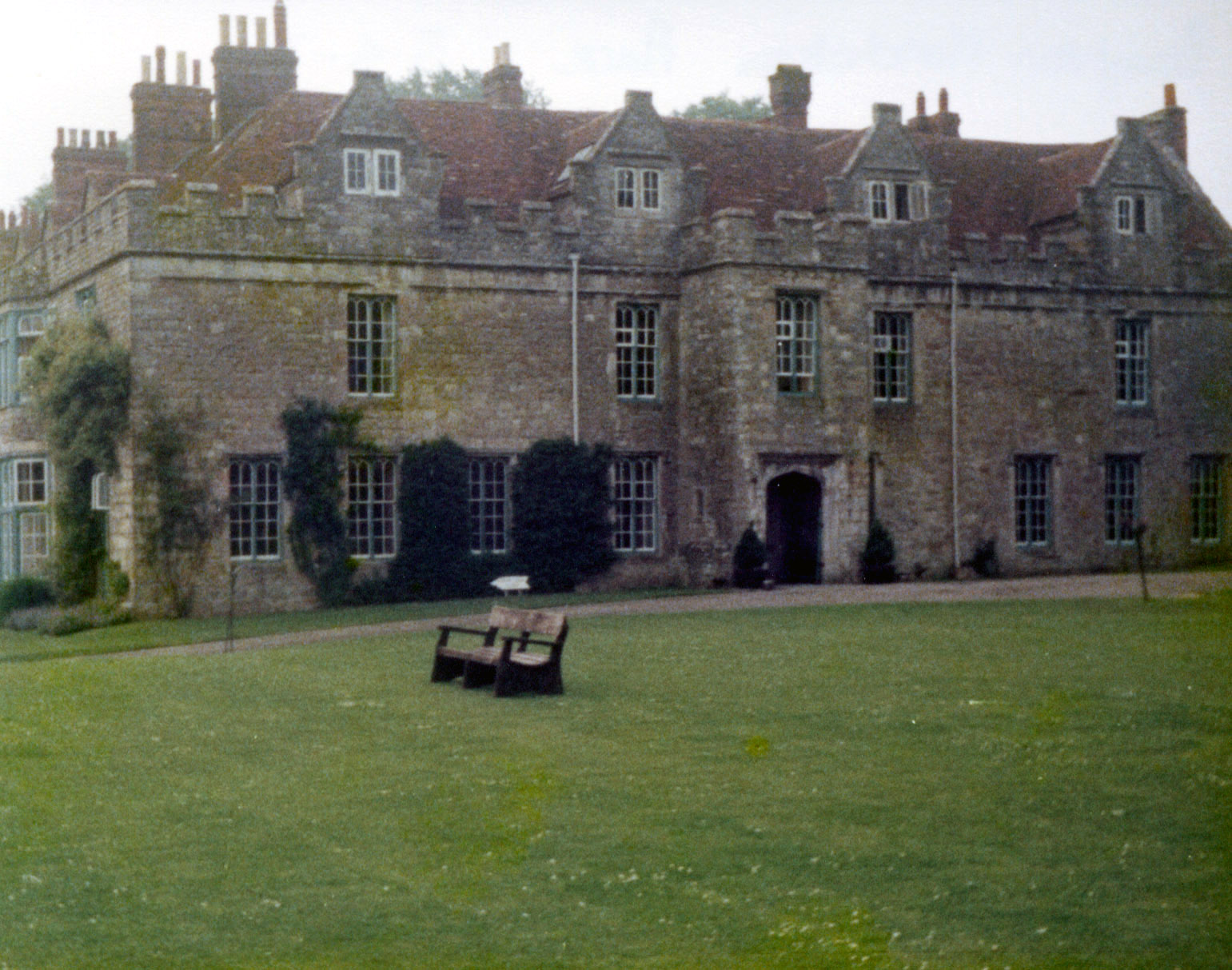
Boughton Monchelsea Place

Boughton Monchelsea è un villaggio con status di parrocchia civile dell'Inghilterra sud-orientale, facente parte della contea del Kent e del distretto di Maidstone. L'intera parrocchia civile conta una popolazione di circa 4 700 abitanti.

## Geografia fisica
Boughton Monchelsea è situata tra l'area di Weald e dei North Downs e si trova a pochi chilometri a sud di Maidstone.
L'intera parrocchia civile occupa un'area di 10,97 km².

## Origini del nome
Il  toponimo Boughton Monchelsea è formato da due parti: il primo termine è formato dai vocaboli in antico inglese boc, che significa "faggio", e tun, che significa "recinto", mentre il secondo termine, aggiunto successivamente, ricorda la famiglia de Montchensie, proprietaria del villaggio nel XIII secolo.

## Storia
I primi insediamenti umani nell'area risalgono all'Età del Ferro. 
Intorno al 40 d.C., fu realizzato in loco un bastione da parte della popolazione dei Belgae a scopo difensivo contro l'avanzata dei Romani.
In seguito, le cave attorno a Boughton furono sfruttate dagli stessi Romani per realizzare in loco un tempio chiamato London Wall e altri edifici in altre località, segnatamente dei bagni pubblici a Brishing Court, un cimitero a Lockham e una villa a Brishing.
La località è in seguito ricordata nel Domesday Book (1086) come Boltune o Boltone.
Negli anni sessanta del XX secolo, cessò lo sfruttamento della cave attorno a Boughton Monchelsea.

## Monumenti e luoghi d'interesse

### Architetture religiose

#### Chiesa di San Pietro
Principale edificio religioso di Boughton Monchelsea è la chiesa di san Pietro, costruita dai Normanni tra l'XI e il XII secolo, ampliata nel XIV e XV secolo e restaurata nel 1832 dopo un incendio.

### Architetture civili

#### Boughton Monchelsea Place
Altro edificio d'interesse di Bouhgton Monchelsea è Boughton Monchelsea Place, una residenza realizzata intorno alla metà del XVI secolo per volere di Robert Rudston, che presenta interni in stile Tudor e vittoriano.

## Società

### Evoluzione demografica
Nel 2020, la popolazione della parrocchia civile di Boughton Monchelsea era stimata in 4 768 unità, in maggioranza (2434) di sesso femminile.
La popolazione al di sotto dei 18 anni era stimata in 1 366 unità (di cui 832 erano i bambini al di sotto dei 10 anni), mentre la popolazione dai 65 anni in su era stimata in 593 unità (di cui 137 erano le persone dagli 80 anni in su). Il 14,5% dei residenti non è di cittadinanza britannica (dato del 2011).
La parrocchia civile ha conosciuto un incremento demografico rispetto al 2011, quando la popolazione censita era pari a 3 313 unità, e al 2001, quando la parrocchia civile contava 2 039 abitanti.